# インド・ヨーロッパ祖族

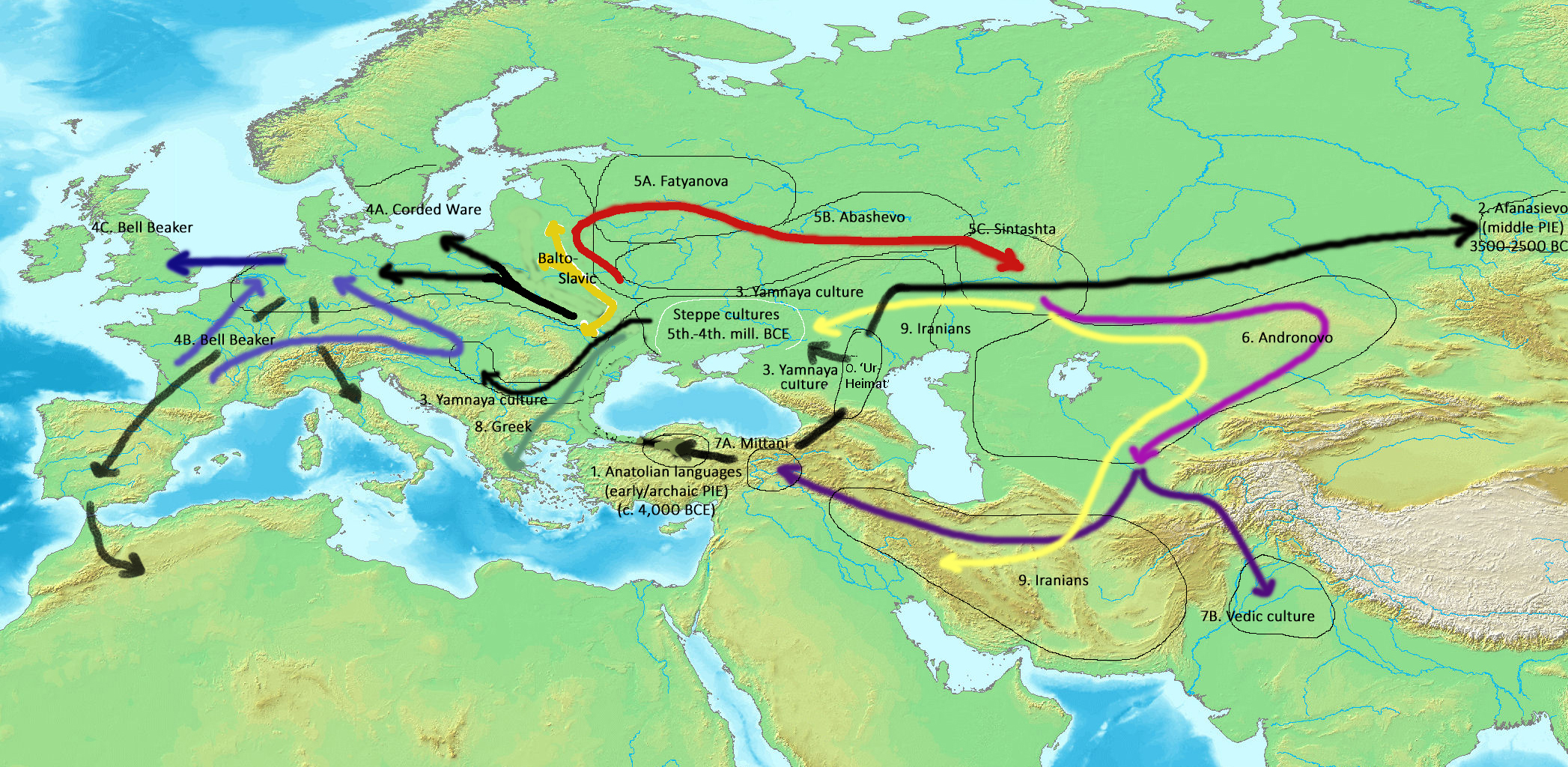
印欧系民族の拡散

インド・ヨーロッパ祖族（インド・ヨーロッパそぞく）または印欧祖族（Proto-Indo-Europeans）はインド・ヨーロッパ祖語を話したユーラシアの先史時代の人々である。
彼らについての知識は、まず第一に、人類学者や考古学者からの物質的証拠に沿って復元されたものである。印欧祖族はおそらく新石器時代後期、およそ紀元前4千年紀に生きていたと考えられる。主流の学説では、彼らは森林-ステップ地帯にいたが、すぐに東ヨーロッパのポントス・カスピ海平原の北西端に移動したと考える。考古学者の中には、印欧祖族の年代を新石器時代中期（紀元前5500-4500年）あるいは、もっと早期（紀元前7500年-5500年）にまで求める人もおり、別の場所に起源を求める人もいる。
紀元前2000年紀までに、印欧祖族の分流は、アナトリア（ヒッタイト）、エーゲ海（ミケーネ）、北ヨーロッパ（縄目文土器文化）、中央アジア（ヤムナ文化）、シベリア（アファナシェヴォ文化）など、ユーラシアの広範に達した。

## 居住環境
インド・ヨーロッパ祖族の居住環境について、以下の基本的な特徴は広く合意されている。ただし再構されたものであるのために仮説段階を脱していない。
- 牛、馬、犬の飼育と牧畜[2]
- 農業と穀物栽培[3]
- 冬に雪が降る環境[注 1]
- 水運[2]
- 車輪（荷車に使われたが、戦車にはまだ使われなかった[4]）
- 天空神の崇拝[3] [2][5]
- 口頭伝承による英雄的な詩や歌詞[2] [6]
- 父系の親族制度[注 2]。

### 社会
彼らの社会がどのようなものだったかは語彙から（また民族学や神話学などの知見も参考にして）ある程度推定できる。彼らの生活様式はほぼ次のように考えられている。
牧畜と農耕が主要な生業であった。一部の集団は後に遊牧生活に入り、定住的な牧畜・農耕をする集団の周囲に広がるステップ地域での生活を可能とした。家畜には馬、牛、豚があり、家畜は代表的財産でもあった。のちには車を馬や牛に曳かせて盛んに利用するようになった。海または湖を知っていたが漁業・航海はあまり盛んでなかった。金属はおそらく金・銀を知っていたが、日常的には銅器を使用した（銅器時代）。
乳や乳製品に関わる用語をたくさん持っており、そこには酸乳（サワーミルク）、乳清（ホエー）、凝乳（カード）などが含まれる。牛や羊を牧場に連れ出すときは、忠実な犬を伴っていた。羊毛の刈り方を知っていたし、それを使って布を織っていた。土器の鍋で食べ物を調理した。
社会制度は家父長制であり、英語の sister などの元になった単語は「自分の女」と解釈されることから、族外婚制だった可能性も高い。祭祀、戦士、平民の3階級からなっていた。「都市」を意味する言葉は持っておらず、帰属意識を持つ対象は「部族」であった。
神々は天にいると考えられ、主神は「父なる神」（ギリシャのゼウス、ローマのユピテルのように；天空神も参照）と呼ばれたと思われる。また「暁の女神」（ギリシャのエオス、ローマのアウロラなど）もこの時代に遡る。
野生動物ではカワウソ・ビーバー・オオカミ・オオヤマネコ・ヘラジカ・アカシカ・馬・ネズミ・ノウサギ・ハリネズミなどを表す言葉、鳥ではガン・ツル・カモ・ワシ、さらにミツバチと蜂蜜を表す言葉が印欧祖語に含まれている。さらに家畜は牛（および乳牛・役牛・去勢牛）、羊（および羊毛と機織り）、豚（および牡豚・牝豚・子豚）、それに犬が含まれている。ひょっとすると祭祀上の理由からクマの名を口にすることを避けていた。
「原印欧民族」には、急激な地理的拡大とも相俟って好戦的イメージがつきまとい、昔はこのイメージは称賛された。第二次世界大戦後は一部の人々によってこのような価値観によるヨーロッパ優越思想への反省から、このイメージは野蛮視された。とくに、原印欧民族（ただしこれは誤解を招く表現である）とその文化である家父長制、好戦的傾向、単純な信仰体系をそなえた「クルガン文化」（最初期はケルト語派およびギリシャ語派の文化と思われる）の侵入よりも前の時代すなわち最後の氷河期が終わったあとからヨーロッパに広く住み母系制と複雑な信仰体系を採っていたと思われる「非インド・ヨーロッパ語族」のヨーロッパ原住民、すなわち「本当の原印欧民族群」（ギンブタスは「古ヨーロッパ人」と呼ぶ）の諸文化を想定し、好戦的な前者が平和的な後者を次々と支配し現在に至るヨーロッパ社会を形成していったとする「クルガン仮説」を提唱したマリア・ギンブタスらが代表例である。しかし、インド・ヨーロッパ語族の話し手が好戦的文化を持つとすること、場合によってはそれが野蛮なものだとするのは一面的な見方によるものにすぎないという批判的意見も出されている。このようにインド・ヨーロッパ語族の古代の話し手を巡っては、好戦的性質を持っていると捉えた上でそれを好ましくないと見る者がおり、価値観の対立が反映される様相もある。

## 源郷についての研究

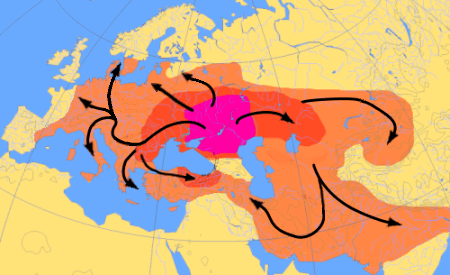
クルガン仮説による紀元前4000年～紀元前1000年にかけてのインド・ヨーロッパ系民族の移動のスキーム。マゼンダ色は原郷。赤色は紀元前2500年までに、オレンジ色は紀元前1000年までに、インド・ヨーロッパ語話者が分布を広げた地域。

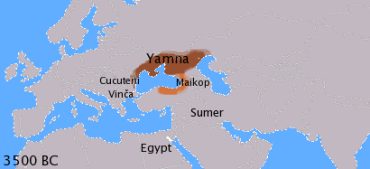
紀元前3500年ごろの銅器時代から青銅器時代にかけてのインド・ヨーロッパ語族の推定範囲。
コーカサス山脈を挟んで北側（黒海北岸）のヤムナ文化と南側（黒海東岸から南岸、すなわちアルメニアからアナトリアにかけての一帯）のマイコープ文化に分かれている。

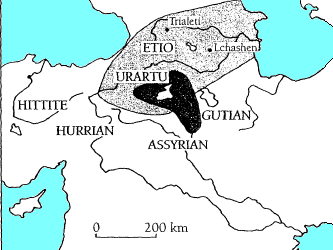
クロ・アラクセス文化の範囲（グレー）
北のヤムナ文化と南西のマイコープ文化の間にあるコーカサス山脈に位置する
黒はウラルトゥ語（Urartu）の文化圏の位置
西隣のヒッタイト人（Hittite）はマイコープ文化の系統の集団と推測され、
南隣にフルリ人（Hurrian）、アッシリア人（Assyrian）、グティ人（Gutian）が位置する

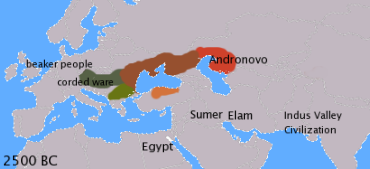
紀元前2500年ごろの青銅器時代のインド・ヨーロッパ語族の推定範囲。
黒海南岸にあるアナトリアの文化と、黒海北岸から東西に広がるその他のインド・ヨーロッパ語族の文化群（中央帯におけるヤムナ文化の発展拡大を基とし、インド・イラン語派の発展と関連づけられる「アンドロノヴォ文化」（Andronovo culture）が東方に、ゲルマン語派・スラヴ語派・バルト語派の発展と関連づけられる「縄目文土器文化」（Corded Ware culture）が西方に出現していった）、に二分されている

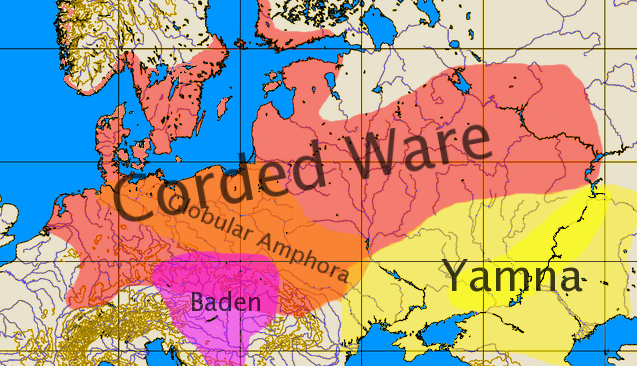
縄目文土器文化（Corded Ware）の発展拡大と後期ヤムナ文化（Yamna）との地理的関係

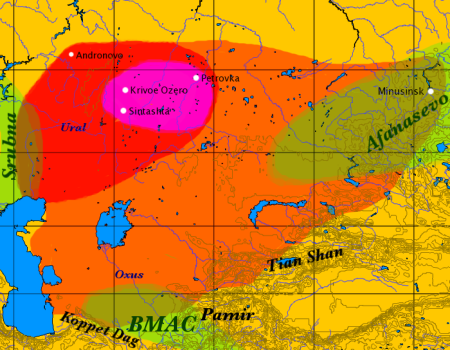
アンドロノヴォ文化の発展拡大
（赤・ピンク・オレンジの地域全体）

インド・ヨーロッパ祖族がいつ、どこに住んでいたかは、「原郷問題」と呼ばれ、彼らの社会の様子とともに様々に議論されてきた。例えば「ブナ」「鮭」などの単語から、それらの生息範囲であるドイツ・ポーランド付近が候補とされたこともあるが、これらの単語の意味が昔から変わらなかったという保障はないので、有力な証拠ではない。
考古学者の中には、インド・ヨーロッパ祖族は単一の民族あるいは部族ではなく、後の青銅器時代の印欧系民族の祖先となる、緩く結束した複数の集団であったと考える者もいる。この見解は、特に印欧語族の源郷およびその年代を広く・深く見積もる考古学者によって唱えられている。しかし、この見解は言語学者には受け入れられていない。言語学者は、印欧祖語は他の祖語と同じくもともとは狭い範囲で限られた部族によって話されていた言語だと考えている。
印欧祖語の最初の話者がどこにいたかについては、研究者の間で様々な見解が提唱されているが、これらの説のうち、印欧語の専門家によって十分に精査された後もなお、現在の学界で議論されているものは、わずかしかない。
現在でも決着がついたわけではないが、言語学の立場からはウクライナ・ロシア南東部・カザフスタン西北部周辺のステップと森林が接するあたり、すなわち黒海東北岸地方からコーカサス山脈にかけての一帯とする考えが有力である（クルガン仮説）。ここでは銅器時代に牧畜と狩猟採集を主体とする文化のクヴァリンスク文化が出現、その後これが（おそらく世界でもっとも早い時期の）騎馬文化であるスレドニ・ストグ文化へと発展し、同時代に黒海西北岸で発展していた農耕を主体とする文化のククテニ・トリポリエ文化と互いに接触し合いながら、本格的なクルガン文化であるヤムナ文化へと発展していった。
このほか、原郷はアルメニアであったとする説（アルメニア仮説）や、アナトリアであったとする説（アナトリア仮説）もある。

### 考古学から
時代については従来、新石器時代の紀元前2500年頃（印欧系諸民族が歴史に現れた時代から大きく遡らない時期）が考えられていた。しかし考古学が発展していくと、紀元前4千年紀のウクライナ南部からロシア南東部を一帯を中心とする、クルガン墳墓（墳丘）を建設する文化（クルガン文化）を彼らのものとするマリヤ・ギンブタスの説が1960年代に出された。
このクルガン文化のうち最も初めに登場した文化はサマラ文化やセログラソフカ文化であるが、クルガン墳墓が本格的に発展したのはサマラ文化やセログラソフカ文化などを経て出現したヤムナ文化（紀元前3600-2300ごろ）においてであった。同じような時代にコーカサス山脈を挟んで南側に広がったマイコープ文化（紀元前3700-2500）も、より小規模であるがクルガンを築く習慣があった（マイコープ文化では後にクルガン墳墓は積石墳墓の習慣にとってかわった）。
この同じ地域の前クルガン時代の文化である銅器時代のスレドニ・ストグ文化（紀元前4500-3500ごろ）もまたヤムナ文化と同様に注目されている。これには以下の事実がある。
1. 騎馬文化かつクルガン墳墓文化であるヤムナ文化は、（おそらく世界でもっとも早い時期の）騎馬文化であるスレドニ・ストグ文化から発展したもので、これは初期のヤムナ文化と同じく黒海東北岸からコーカサス山脈北麓にかけて広がる。
2. スレドニ・ストグ文化は本格的なクルガン墳墓を築かない（墳墓は平らで、クルガンとしてはあまりに原初的でありクルガンと呼べるものではない）。ただし初期ヤムナ文化は晩期スレドニ・ストグ文化と時代的に重なり（紀元前3600-3500ごろ）、この重複時代は地方によってはクルガンが築かれている。
3. スレドニ・ストグ文化は、同じ時代に黒海西北岸一帯で農耕を主体とし、新石器文化を守りながらも大都市群を形成していたククテニ・トリポリエ文化（紀元前5500-2750ごろ、非インド・ヨーロッパ語族の言語を使用していた可能性が指摘されている）と頻繁に接触し、互いに影響し合った。
4. スレドニ・ストグ文化は、牧畜と狩猟採集を主体としていたものの騎馬の習慣のなかったクヴァリンスク文化（紀元前5000年ごろ）が発展して発生したものと推測される。
5. クヴァリンスク文化は、馬を日常的に食べ原始的なクルガン墳墓を築く習慣のあったサマラ文化（これも紀元前5000ごろ）の影響を受けた。
6. クヴァリンスク文化がサマラ文化の直接の発展形態であるのか、あるいはクヴァリンスク文化がサマラ文化とは別個に発生したのちにその発展過程でサマラ文化の影響を受けたのか、についての結論はまだ明らかになっていない。
7. すなわち、コーカサス山脈の北側では、クルガンを築く習慣のないクヴァリンスク文化から騎馬のスレドニ・ストグ文化への発展過程を基幹として、時代によってサマラ文化やククテニ・トリポリエ文化の影響を受けながら、本格的なクルガン文化であるヤムナ文化を形成していった。いっぽうで、コーカサス山脈の南側ではもうひとつのクルガン文化であるマイコープ文化が形成された。（右上図参照）
8. 北のヤムナ文化の系統と南のマイコープ文化の系統は同じ文化的基盤（インド・ヨーロッパ祖語の話し手の文化集団）から発生したものであると推測される。
9. 両系統がその発展過程においても互いに影響を及ぼし合っている（すなわち、両者の間に頻繁な人の往来があった）という可能性は否定できない。

ヤムナ文化とマイコープ文化の時代、両者の間のコーカサス山脈とアララト平原（後には西のエルズルム平原、南のシリア近辺まで）一帯には、銅器時代から青銅器時代にかけての山岳民の文化であるクロ・アラクセス文化（紀元前3400-2000ごろ、「コーカサス縦断文化」とも呼ばれる）が存在した。この文化も以下の理由で非常に重要な意義がある。
1. 彼らの生産した金属器は北はウクライナ、南はパレスチナ、西はアナトリアで見つかっており、これはヤムナ文化とマイコープ文化の間の人や物や文化の頻繁な往来があったことを示す重要な証拠となっている。
2. クロ・アラクセス文化の人々の言語は非インド・ヨーロッパ語族のウラルトゥ語やフルリ語と同系統と見られており、インド・ヨーロッパ語族やセム・ハム語族の影響を受けた可能性も高い。（非主流派であるアルメニア起源説においては、この文化はインド・ヨーロッパ語族のアナトリア語派の系統であるとされている）。
3. 彼らは穀物を栽培し粉も挽いたが、同時に様々な家畜の飼育を行っており、後には馬も使用しているため、インド・ヨーロッパ語族の牧畜文化の影響を強く受けていたと推測される。また、発掘物からはマイコープ文化の影響も顕著にみられる。
4. 別の重要な事実としては、クロ・アラクセス文化の人々は人類でもっとも早いうちに2輪や4輪の「荷車」を日常的に使用していた文化集団であり、荷車をはじめて発明したのはこのクロ・アラクセス文化の直前の時代のこの地方の住民（おそらく紀元前3700年ごろ）の可能性があることである。（いっぽう、ここから遠く離れたポーランドのクラクフ近郊では荷車と思われる模式図の描かれた、非インド・ヨーロッパ語族のファンネルビーカー文化という新石器時代文化に属する紀元前3500年ごろの陶器が見つかっている）。

その後、紀元前7千年紀（紀元前7000年から始まる千年間）に始まるアナトリアの農耕文化が関係あるとするコリン・レンフルーの説も出されたが、これはあまりに古すぎると批判された（例えば、祖語にあった「荷車」が紀元前7千年紀という古い時期にあったとする考古学的証拠はなく、最も古い荷車の例は上記のクロ・アラクセス文化や、ポーランドにおけるファンネルビーカー文化の陶器の絵のものである）。
ギンブタスのクルガン仮説では、中央ヨーロッパ以西におけるインド・ヨーロッパ語族の最初期の文化としてポーランドを中心として北ドイツや西ウクライナなどに広がった球状アンフォラ文化（紀元前3400年ごろから紀元前2800年ごろ）が注目されており、この文化は「インド・ヨーロッパ語族の第二の原郷」とさえ呼ばれている。この文化はマイコープ文化の影響を受けていると指摘する研究者もいる。

### 語彙統計学から
21世紀に入り語彙統計学的研究から、祖語からまずアナトリア語派が分かれ始めたのが紀元前7千年紀（起源前7000-6001年の期間）であるとする考えが提出され、レンフルーの考えが再び注目されたことがあった。この説ではインド・イラン、スラヴ、ゲルマンなど多くの語派への分化が徐々に始まったのは紀元前4千年紀とされる。
考古学的所見と合わせると、
1. 黒海北岸からコーカサス山脈北麓までの一帯の「原郷」（本格的なクルガン墳墓文化であるヤムナ文化に至ることになる非常に古い時代の基層文化、おそらくクヴァリンスク文化ないしそれに至る前時代の基層文化）から一部が紀元前7千年紀にアナトリアへと移住（コーカサスの北麓から南麓への移住）しその文化が独自に発展し、原初的なクルガン墳墓を築くマイコープ文化を形成していくかたわら、黒海北岸からコーカサス北麓にかけての「原郷」に残っていた人々は本格的で大規模なクルガンを築く文化であるヤムナ文化を形成してから多数の集団に分化・拡散していった場合、
2. アナトリアないしコーカサス山脈（のアララト平原等）が「原郷」でそこから一部が黒海北岸からコーカサス山脈までの一帯に移住（コーカサスの南麓から北麓への移住）した後本格的なクルガン墳墓文化（ヤムナ文化）の基層となったクヴァリンスク文化からスレドニ・ストク文化への発展をし、いっぽうでアナトリアの「原郷」集団はのちに原初的なクルガン墳墓を築くにとどまるマイコープ文化に発展した場合、

という互いに全く異なる2つのシナリオが想定される（ただし移住に際してコーカサス山脈の峠や現在のソチのあたりの黒海沿岸地方を直接経由したのか、それとも黒海西岸を迂回しボスポラス海峡を渡るルートを採ったのかは不明）。原郷をアナトリアとするレンフルーは2を想定しているのであるが、上記のクロ・アラクセス文化の存在とその活発な域外交流の事実が明らかになったことによりコーカサス山脈の北と南の間に常にある程度の人や文物の往来があったことは十分に考えられ、1でもクルガン仮説とは両立するため、黒海北岸・コーカサス北麓原郷説はいまでも主流となっている。

### 分子人類学から
近年の分子人類学、考古遺伝学（民族移動のパタンを追跡するために遺伝子分析を行う方法）の発展によって、印欧祖族の起源の解明に向け、新たな展開が開けてきた。
R1b および R1a
分子人類学的研究によって、ハプログループR1a (Y染色体)およびハプログループR1b (Y染色体)（現在は共にヨーロッパはで高頻度、R1aはインドでも高頻度）は、ロシアのステップから印欧語族ともに拡散したことがわかってきた。加えて、ハプログループR1a, R1b（すなわち印欧語族）と伴に、ヨーロッパへもたらされた常染色体遺伝子が存在することがわかった（この遺伝子は、現代のヨーロッパ人に存在するが、新石器時代のヨーロッパ人には存在しない。） 。アイルランドとポルトガルの古代の人類遺骸分析の研究から、R1bは東ヨーロッパのステップからもたらされた常染色体遺伝子とともにこの地にもたらされたことが示された。
ハプログループR1aの下位系統P1a1a(R-M17またはR-M198)は、印欧語話者と相関性が高い。また、ハプログループR1bの下位系統R1b1aは印欧語族のケントゥム語と相関している。現在までに集められたデータから、高頻度の2つの広く分離された領域があることが示されている。1つはポーランドとロシアのコア地域の周辺の東ヨーロッパ、もう1つはインドガンジス平野周辺の南アジアである。歴史的および先史時代においてこのような状態になりうる理由については、集団遺伝学者および分子人類学者の間で進行中の議論および注目の対象であり、言語学者および考古学者にとっても潜在的な関心事である。
ユーラシア全土からの126以上の集団からの16,244人を対象にしたUnderhillらによる2014年の大規模な研究において、R1a-M420がイランの近くで発生した説得力のある証拠があると結論付けられた。ハプログループR1aを特徴付ける明確な突然変異（M17）は約10,000年から14,000年前に発生した。
Ornella Semino et al.は最終氷期最盛期の間に、ハプログループR1a1が黒海の北から氷河期後（完新世）に広がったと提唱している。その後、クルガン文化の拡大に伴いヨーロッパと当方へ拡散した。
ヤムナ文化
ジョーンズら（2015）およびHaakら（2015）によると、ヤムナ文化人は専らR1bであり、各染色体分析からは、ヤムナ人集団が2つの異なる狩猟採集民集団の混合体であったことが示された。1．マルタ・ビュレット文化などに親和性を持つ独特の「東ヨーロッパの狩猟採集民」か、その集団に密接に関連したシベリア由来の古代北ユーラシア人に近縁、2．おそらく近東のどこか、おそらくコーカサスまたはイランから到達した西部の狩猟採集民の2集団である。これら2つの集団のそれぞれがヤムナ人のDNAの約半分を占める。
縄目文土器文化
Haak etal（2015）は、ヨーロッパとロシアの3,000～8,000年前の94の人骨からのDNAを研究した。彼らは、約4,500年前に黒海の北のポントス・カスピ海平原を起源とするヤムナ文化の集団がヨーロッパに大規模に流入し、銅器時代のヨーロッパ人のDNAがヤムナ人のDNAと一致するようになった、と結論付けた。
アンドロノヴォ文化
縄目文土器文化から、印欧語話者は再び東へ移動し、アンドロノヴォ文化を形成した。殆どの研究者はアンドロノヴォ文化をインド・イラン語派の初期段階に関連させている。その北縁、ウラル語族のエリアと重なっている。 
Allentoftら（2015）によると、シンタシュタ文化とアンドロノヴォ文化は縄目文土器文化から派生した。キーザーら（2009）によると、クラスノヤルスク地方からアンドロノヴォの地域の10人の男性の遺骨のうち、9人はハプログループR1a (Y染色体)に属し、1人はハプログループC-M130（xC2）(Y染色体)に属していた。さらに、青銅器時代のmtDNAハプログループの90％は西ユーラシア起源であり、この研究では、全体（検出可能な研究サンプルが残っている青銅器時代と鉄器時代の26人）のうちの少なくとも60％が金髪と碧眼であった。
2004年の研究では、青銅器時代/鉄器時代の期間中、カザフスタンの人口の大部分（青銅器時代のアンドロノヴォ文化の一部）は西ユーラシア起源（U、H、HV、T、I、WなどのmtDNAハプログループ）であったことも立証された。また、紀元前13〜7世紀以前のカザフスタンのサンプルはすべてヨーロッパの血統に属していた。
ケントゥム語とサテム語
インド・ヨーロッパ語族に属する諸言語話者を特徴づける遺伝子はハプログループR1b (Y染色体)およびハプログループR1a (Y染色体)  であるが、R1bはヨーロッパ西部やアナトリア、ウイグル（旧トカラ語分布域）などケントゥム語話者に高頻度で、R1aはバルト・スラブ語派やインド・イラン語派などサテム語話者に高頻度である。印欧祖語が話されたヤムナ文化の人骨からはハプログループR1b (Y染色体)が91.5%の高頻度で検出されているが、R1aは検出されていない。そのため、元来の印欧語族話者はケントゥム語を話すR1b集団であり、ある時点でR1a集団が新たに印欧語に言語交替を起したものと考えられ、その際にR1a集団の基層言語の特徴がサテム語の特徴として受け継がれたものと思われる。